# Aeschynomene
Aeschynomene es un género de fanerógamas  perteneciente a la familia Fabaceae. Comprende 400 especies descritas y de estas, solo 161 aceptadas. Género principalmente tropical y subtropical  con las especies distribuidas en América, África, Asia y Australia

## Descripción
Son hierbas, arbustos o árboles pequeños, glabros a densamente pubescentes, a menudo híspido-glandulares. Hojas generalmente paripinnadas; folíolos 5–numerosos, alternos o a veces subopuestos, estipelas ausentes; estípulas peltadas, apendiculadas por abajo del punto de unión o unidas en la base, comúnmente persistentes. Inflorescencias en racimos simples o compuestos, axilares o terminales, brácteas presentes, bractéolas apareadas en la base del cáliz; cáliz bilabiado o campanulado con 5 lobos subiguales; pétalos glabros a pubescentes, blancos o amarillentos a rojos o purpúreos; estambres 10, monadelfos o diadelfos (5:5). Frutos lomentáceos, (1–) 2–18-articulados; semillas reniformes.

## Simbiosis
Aeschynomene como la mayoría de Leguminosas forma nódulos fijadores de nitrógeno en simbiosis con un rizobio. Recientemente se descubrió que ciertas cepas de Bradyrhizobium que forman nódulos en Aeschynomene carecen de Factores NOD, lo que implica un mecanismo de diálogo molecular distinto de los factores NOD en este caso. 

## Taxonomía
El género fue descrito por Carlos Linneo y publicado en Species Plantarum 2: 713–714. 1753. La especie tipo es: Aeschynomene aspera.
Etimología
Aeschynomene: nombre genérico que deriva de las palabras griegas para una planta sensible utilizado por Plinio el Viejo, aischynomene, deriva de aischyno =  "vergüenza", y del latín Aeschynomene para una planta que se encoge cuando se toca, una planta sensible.

## Especies seleccionadas
- Aeschynomene abyssinica
- Aeschynomene acapulcensis
- Aeschynomene aculeata
- Aeschynomene acutangula
- Aeschynomene aspera
- Aeschynomene cristata
- Aeschynomene elaphroxylon
- Aeschynomene evenia
- Aeschynomene falcata
- Aeschynomene gracilis
- Aeschynomene histrix
- Aeschynomene indica
- Aeschynomene montevidensis. Algodonillo o Acacia de pajonal.
- Aeschynomene paniculata
- Aeschynomene pratensis
- Aeschynomene rudis
- Aeschynomene scabra
- Aeschynomene sensitiva